# Kanton Saint-Maur-des-Fossés-2
Kanton Saint-Maur-des-Fossés-2 is een kanton van het Franse departement Val-de-Marne. Kanton Saint-Maur-des-Fossés-2 maakt deel uit van de arrondissementen Nogent-sur-Marne en Créteil en telt 67.900 inwoners in 2017.
Het kanton werd opgericht bij decreet van 17 februari 2014, met uitwerking in maart 2015.

## Gemeenten
Het kanton Saint-Maur-des-Fossés-1 omvat volgende gemeenten:
- Bonneuil-sur-Marne
- Ormesson-sur-Marne
- Saint-Maur-des-Fossés (zuidelijk deel)
- Sucy-en-Brie